# Teorema de Lindemann–Weierstrass
O teorema de Lindemann–Weierstrass é um resultado útil para estabelecer a transcendência de um número. Afirma que se α1, α2, ...,αn são números algébricos linearmente independentes sobre o corpo dos números racionais {\displaystyle \mathbb {Q} }, então {\displaystyle e^{\alpha _{1}},e^{\alpha _{2}}\ldots ,e^{\alpha _{n}}} são algebricamente independentes sobre {\displaystyle \mathbb {Q} }; ou seja, o grau de transcendência da extensão do corpo {\displaystyle \mathbb {Q} (e^{\alpha _{1}},\ldots ,e^{\alpha _{n}})} sobre {\displaystyle \mathbb {Q} } é n.
Ferdinand von Lindemann demonstrou em 1882 que eα é transcendente para todo α algébrico não nulo, estabelecendo desta forma que π é transcendente. Karl Weierstrass demonstrou a forma mais geral deste teorema em 1885.
Este teorema, juntamente com o teorema de Gelfond-Schneider, está generalizado como a conjectura de Schanuel.

## Transcendência deee π
A transcendência de e e π é obtida como corolários deste teorema.
Suponhamos que α seja um número algébrico não nulo; então {α} é um conjunto linearmente independente sobre os racionais, e portanto {eα} é um conjunto algebricamente independente; em outras palavras, eα é transcendente. Em particular, e1 = e é transcendente.
Provemos agora que π é transcendente. Se π fosse algébrico, 2πi também o seria (porque 2i é algébrico), e portanto, segundo o teorema de Lindemann-Weierstrass e2πi = 1 é transcendente. Porém sabemos que 1 é racional e portanto π é necessariamente transcendente.